# Dunia (película)
Dunia (Dunia: Balach Tboussni fi 'Aynaya) es una película dramática de 2005 dirigida por Jocelyne Saab, considerada una producción egipcio-franco-libanesa-marroquí. Participó en el Festival de Sundance de 2006.
La película, considerada controvertida a raíz de la presencia de la ablación femenina en la trama, ha sufrido censura en Egipto. Se han trazado paralelismos temáticos y argumentales con el filme Khali Balak min Zuzu. Su actriz principal, que interpreta el personaje de Dunia, es la egipcia Hanan Turk.

## Sinopsis
Estudiante de poesía sufí y danza oriental en El Cairo, Dunia aspira a ser bailarina profesional y a encontrarse consigo misma. Durante un concurso, conoce al seductor Dr. Beshir, ilustre pensador sufí y hombre de letras. Con él, probará el placer de la palabra en su búsqueda del éxtasis a través de la poesía sufí, y descubrirá, en sus brazos, el placer de los sentidos. Sin embargo, deberá enfrentarse a la tradición, que destrozó su capacidad de sentir placer, para poder liberar su cuerpo y bailar con el alma.

## Premios
- Fribourg 2006
- Milán 2006
- Algarve 2006
- Singapur 2006